# Jurij Pojarkow
Juri Michailowitsch Pojarkow (ukrainisch Юрій Михайлович Поярков; * 10. Februar 1937 in Charkiw; † 10. Februar 2017 in Charkiw) war ein sowjetisch-ukrainischer Volleyballspieler.
Pojarkow gewann mit der sowjetischen Nationalmannschaft Gold bei den Olympischen Spielen 1964 in Tokio und 1968 in Mexiko sowie Bronze 1972 in München. Außerdem wurde er zweimal Weltmeister (1960 und 1962) und erreichte 1966 Bronze. Er wurde 1967 und 1971 Europameister sowie Dritter bei der Europameisterschaft 1963. Außerdem gewann Pojarkow 1965 den Weltpokal und erreichte 1969 den dritten Platz.
Mit Burevestnik Charkiw gewann Pojarkow 1967 die sowjetische Meisterschaft.
2009 wurde Juri Pojarkow in die „Volleyball Hall of Fame“ aufgenommen. Er starb 2017 in Charkiw an seinem 80. Geburtstag.